# 孔迈 (刘宋)
孔迈（？—？），孔子后裔，代次、世系均不详。
刘宋大明二年（458年），孔迈被封为奉圣侯。孔迈有一子孔荂。后世孔子世家谱，没有孔迈，孔继涑分析说，可能是北魏孔灵珍被封为崇圣侯之后，尊自己的四代祖先孔抚、孔懿、孔鲜、孔乘为嫡裔，而正史记载的东晋南朝所封的数人，子孙不嗣，家乘失传。
| 前任： 孔惠云 | 刘宋奉圣亭侯 458年—？ | 繼任： 孔荂 |